# Аистёнок (театр)
Ирку́тский областно́й теа́тр ку́кол «Аистёнок» — театр в городе Иркутск, основанный в 1935 году как Восточно-Сибирский государственный театр кукол и марионеток.

## История
Свой театр решила в 1935 году создать группа иркутских артистов. Они назвали его «Восточно-Сибирский театр кукол и марионеток», потому что он стал первым, и в то время единственным, театром кукол в Восточной Сибири и на Дальнем Востоке.
8 января 1935 года премьерой спектакля «Ёж, Петрушка и две обезьяны» театр открылся для зрителей.
В 1936 году коллектив-путешественник получил новое название «Красный Петрушка». Театр продолжает расти и развиваться, в него вливаются актёры, окончившие курсы по театру кукол, из Москвы приезжает профессиональный режиссёр-постановщик кукольных спектаклей А.А. Надеждина. Вскоре обновлённый коллектив стал востребован не только на иркутской земле. Его увидели зрители Бурятии, Приморья и острова Сахалин.
В 1939 году на базе «Красного Петрушки» были созданы Первый и Второй областной передвижные театры кукол. Несмотря на то, что назывались они как два отдельных театра, это был единый коллектив, что позволило провести объединение в 1941 году.
За годы Великой Отечественной войны театр объездил весь Дальний Восток, побывал в Читинской области, Хабаровском крае, Комсомольске-на-Амуре, на военных кораблях добрался до Русского острова.
Театр принимал новых актёров, большим подспорьем в этом стало открывшееся в Иркутском театральном училище кукольное отделение. Повезло и с режиссерами. Почти десять лет художественным руководителем театра была М.С. Хомкалова. В разные годы работали режиссёры Н. Надеждина, Д. Ходков, Д. Шатров, П. Хороших и П. Остер.
В 1958 году театр получил право  принять участие в Фестивале театров кукол в Москве и был награждён дипломом Второй степени за спектакль «РВС» А. Гайдара.
В 1986 году театр получил здание кинотеатра «Мир» на улице Байкальской и новое название «Аистёнок».
В 2000 году, Иркутский театр кукол снова приехал в Москву на Фестиваль, теперь уже посвящённый 100-летию создателя Театра кукол С.В. Образцова, со спектаклем «Машенька и Медведь».
Говоря о путешествиях «Аистёнка», нельзя не упомянуть о четырёхкратных гастролях в Германии. Благодаря дружбе с немецкими коллегами – театром кукол с экзотическим названием «Моттенкефих» («Клетка для моли») – «Аистёнок показал в Пфорцхайме своих «Машеньку и Медведя», «Метёлыча и Бантика», «Прыгающую принцессу» и юбилейную программу «Лучшее из лучшего», приуроченную к 20-летию дружбы театров. Свои ответные визиты совершили и немецкие кукольники, трижды побывав в Иркутске.
В январе 2020 года одному из старейших театров кукол Сибири исполнилось 85 лет. Сегодня «Аистёнок» занимает видное место среди российских театров кукол, ведь коллектив театра находится в постоянном поиске новых форм деятельности, следит за творческими и техническими тенденциями современного театрального искусства и многое претворяет в жизнь. Внедряются многочисленные инновационные социокультурные проекты для зрителей разного возраста, в том числе для людей с ограниченными возможностями здоровья. 
Спектакли «Аистёнка» регулярно отмечаются Премиями губернатора Иркутской области за творческие достижения в сфере культуры и искусства.

## Награды и премии
- Премия Правительства Российской Федерации за лучшую театральную постановку по произведениям русской классики (15 октября 2019 года) — за постановку «Утиная охота. Сны Зилова» (по пьесе A.B.Вампилова «Утиная охота»)[1]
- Лауреат Фестиваля театров кукол в Москве (1958)
- Лауреат премии Иркутского комсомола имени Иосифа Уткина (1982)
- Лауреат I Международного фестиваля театров кукол, посвященного 100-летию со дня рождения С. Образцова в Москве (2001)